# Józef Soleski
Józef Ostoja-Soleski (ur. 14 stycznia 1845 w Schodnicy, zm. 24 maja 1901 we Lwowie) – uczestnik powstania 1863, radny miasta Lwowa, poseł na Sejm Krajowy Galicji.

## Życiorys
Był synem urzędnika Franciszka w Steniatynie, uczęszczał od 1856 do gimnazjum we Lwowie i Stanisławowie. Brał udział w walkach powstańczych 1863 na terenie Królestwa Polskiego odnosząc poważne obrażenia. Egzamin dojrzałości złożył jesienią 1864, studia rozpoczął na Uniwersytecie Lwowskim na Wydziale Filozoficznym, w czasie studiów poznał i zaprzyjaźnił się z Zygmuntem Samolewiczem. W 1866 zorganizował kursy fizyki dla nauczycieli szkół ludowych, w 1868 wstąpił do Towarzystwa Pedagogicznego. W 1870 wykładał na kursach rolniczych dla nauczycieli szkół ludowych w Dublanach. W październiku 1870 zdał egzamin nauczycielski pracował w gimnazjum w Rzeszowie a następnie we Lwowie. Publikował podręczniki szkolne Nauka rachunków dla przemysłowców (1880), Wykład nauki fizyki (1883) i Niektóre ważniejsze wiadomości z fizyki (1884). w 1883 został wybrany do Rady Miejskiej Lwowa zasiadał w komisji oświatowej. W kwietniu 1884 został jednym ze współzałożycieli Towarzystwa Nauczycieli Szkół Wyższych. W 1889 został dyrektorem szkoły przemysłowo-handlowej we Lwowie pełnił tę funkcję do 1896. W wyborach uzupełniających 30 października 1896 został posłem Sejmu Krajowego Galicji z III kurii z obwodu lwowskiego. W sejmie zajął się sprawami oświaty, krytykował politykę oświatową Michała Bobrzyńskiego, w 1898 postulował wprowadzenie obowiązkowej nauki historii Polski do szkół galicyjskich. Złożył projekt założenia gimnazjum żeńskiego we Lwowie, po jego interpelacji podjęto rozmowy w sprawie założenia szkół rzemieślniczych. W 1878 przeszedł ciężką chorobę płuc, cierpiał na stopniowy zanik mięśni w rękach i nogach co pod koniec życia utrudniało muchodzenia. Zmarł niespodziewanie na atak serca. Nie założył rodziny, cały majątek głównie pochodzący z honorariów za podręczniki 120 000 koron pozostawił w testamencie na stypendia dla synów oficjalistów-urzędników prywatnych.